# Язбине (Гореня вас-Поляне)
Язбине (словен. Jazbine) — поселення в общині Гореня вас-Поляне, Горенський регіон, Словенія. Висота над рівнем моря: 760,8 м.